# Waldhof (Luxemburg)
Waldhof  (en luxemburguès: Waldhaff; en alemany: Waldhof) és un nucli poblacional de la comuna de Niederanven del districte de Luxemburg al cantó de Luxemburg. Està situada en el cor del bosc de Grünewald, on és l'únic assentament.